# Theresienhof (Bad Saarow)
Theresienhof ist ein Wohnplatz des Thermalsole- und Moorheilbads Bad Saarow im Brandenburger Landkreis Oder-Spree. Hervorgegangen aus einer Wassermühle am Ostufer des Scharmützelsees, wurde das landwirtschaftliche Anwesen unter dem Namen Theresienhof erstmals 1851 erwähnt. Zu den bekannten Privatbesitzern zählten die Schauspielerin Ernestine Wegner und die Zirkusfamilie Renz. Seit 1918 im Eigentum wechselnder Gesellschaften und Institutionen, wurde der Theresienhof seither als Erholungs- und Ferienheim oder Ausbildungsstätte genutzt. Im Jahr 2008 wurde das oft als Schloss bezeichnete Hauptgebäude abgerissen. Eine markante, 1911 errichtete Villa („Schwedenhaus“) blieb bestehen. Unter dem Namen Schlosspark Bad Saarow wurde auf dem Gelände des ehemaligen Hofs seit 2008 ein Feriendorf mit Ferienhäusern und -Wohnungen im skandinavischen Stil angelegt.

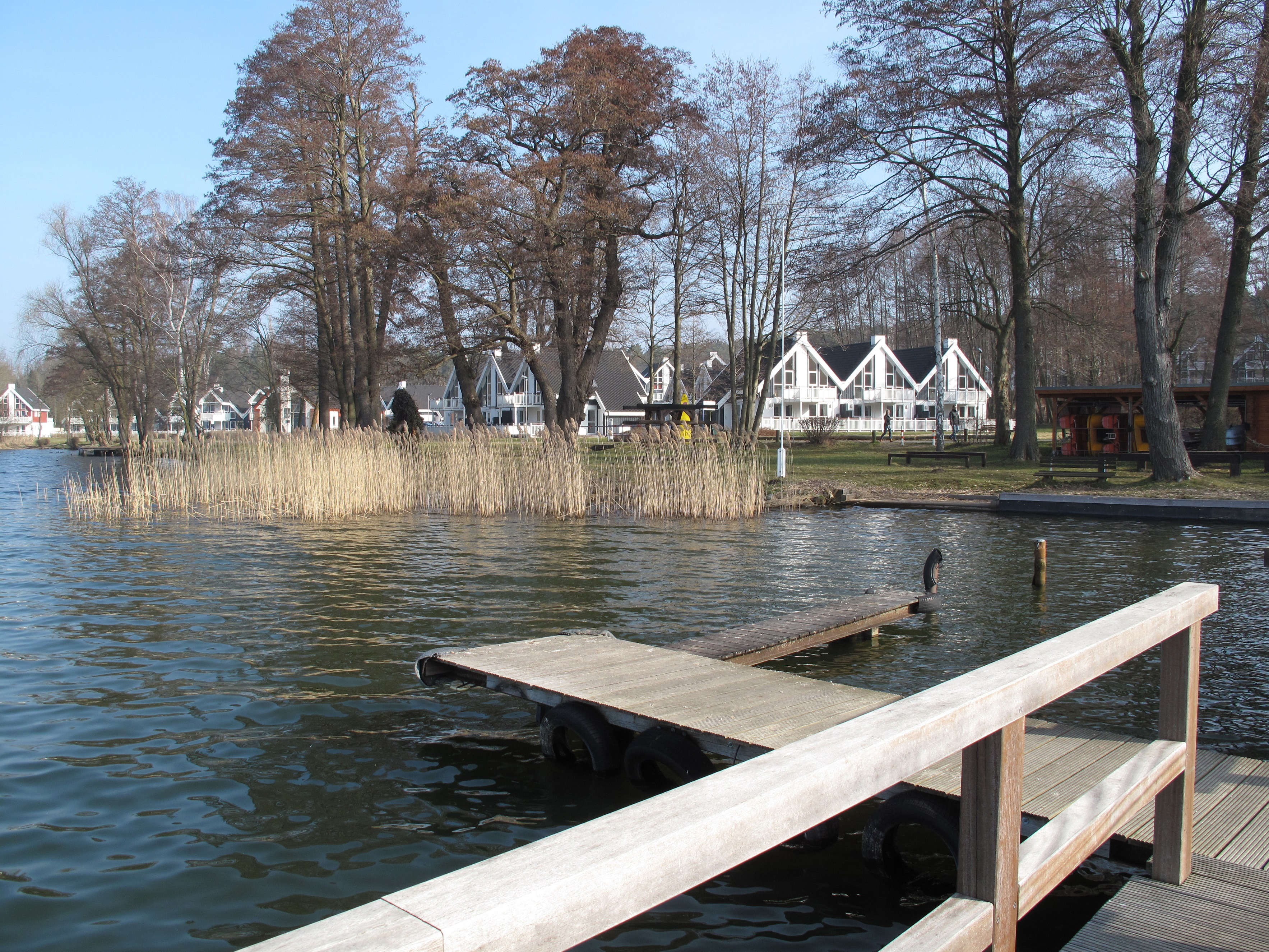
Feriendorf „Schlosspark Bad Saarow“ am Scharmützelsee

## Lage und Verkehrsanbindung
Theresienhof liegt am Ostufer des Scharmützelsees, dem zweitgrößten natürlichen See Brandenburgs, zwischen dem Bad Saarower Wohnplatz Pieskow und der Gemeinde Diensdorf-Radlow. Oberhalb des Ortes führt die Landesstraße L 35 vorbei, die den Ort nach Süden in Glienicke an die Bundesstraße 246 und nach Norden über Bad Saarow-Mitte und den Ortsteil Petersdorf an die Anschlussstelle Fürstenwalde-West der Bundesautobahn 12 anbindet. Im Öffentlichen Nahverkehr vernetzt die Linie 430 der Busverkehr Oder-Spree (BOS) Theresienhof über Bad Saarow-Mitte mit Fürstenwalde sowie über Diensdorf-Radlow und Lindenberg mit Beeskow.

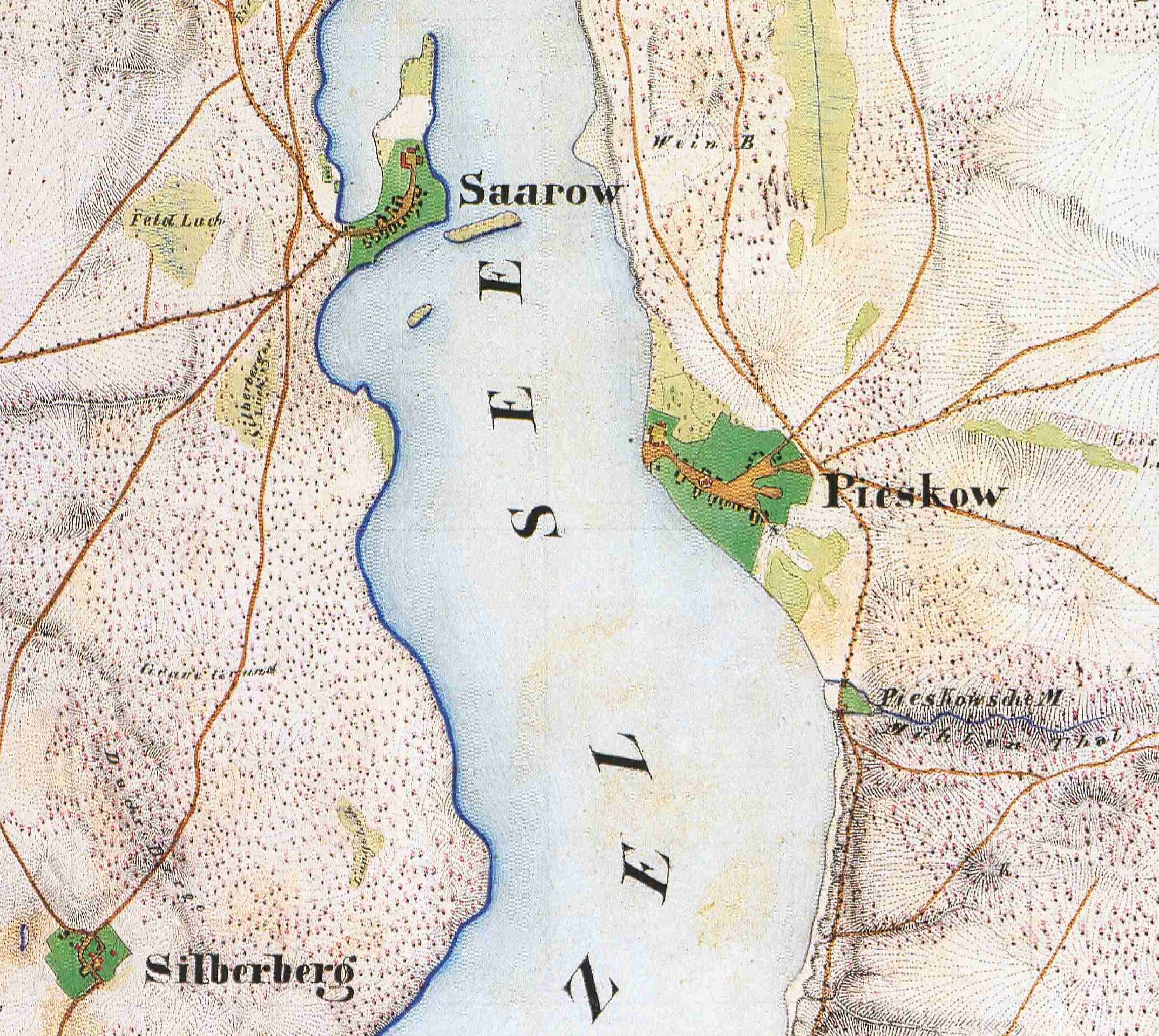
Die Pieskower Mühle im Preußischen Urmesstischblatt von 1844

Der Ausbau des Radwegs am Seeufer wurde aus Mitteln des Europäischen Landwirtschaftsfonds für die Entwicklung des ländlichen Raums (ERLER) gefördert. Rund 3 Kilometer weiter südlich in Radlow trifft der Weg auf den Oder-Spree-Dahme-Radweg (OSD). Der Weg gehört als Wanderweg zum Scharmützelsee-Rundweg, der in Bad Saarow-Mitte und bei Wendisch Rietz an die 66-Seen-Regionalparkroute rund um Berlin (Etappe 11) anschließt.

## Geschichte

### Wassermühle Pieskow
Der Theresienhof war ursprünglich ein landwirtschaftlich geprägtes Anwesen mit einer Wassermühle. In den heute noch vorhandenen Teichanlagen wurde das zum Betrieb erforderliche Wasser aufgestaut. Die Teiche wurden von einem kurzen Seezufluss gespeist. Das rund 3,5 Kilometer lange, namenlose Fließ ist auf dem nebenstehenden Ausschnitt der Preußischen Uraufnahme von 1844 im „Mühlen Thal“ oberhalb der Mühle („Pieskowsche M“) eingezeichnet.
Die Mühle bestand spätestens seit 1554. Für dieses Jahr ist Pieskow als Dorf und Mühle am Scharmützelsee angegeben. 1745 ist für Pieskow eine Wassermühle mit einem Gang dokumentiert. 1818 ist die Mühle mit einer Feuerstelle und mit fünf Personen verzeichnet. In der Topographisch-statistischen Uebersicht des Regierungsbezirks Frankfurt a.O. von 1820 wurde die Anlage erstmals als „Pieskower Mühle“ erwähnt.

### Namengebung Theresienhof
In der ersten Hälfte des 19. Jahrhunderts muss das Mühlenanwesen zu einem landwirtschaftlichen Hof um- oder ausgebaut worden sein. Denn 1858 ist der Komplex in der Landgemeinde Pieskow als Ackergehöft mit einem Wohn- und drei Wirtschaftsgebäuden, in denen sieben Personen ansässig waren, verzeichnet. Erstmals als Theresienhof wurde das „Etablissement“ kurz zuvor im Amtsblatt der Königlichen Regierung zu Potsdam und der Stadt Berlin (Regierungsbezirk Potsdam) von 1851 benannt:

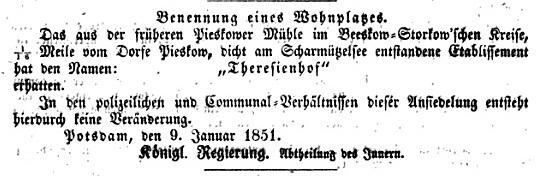
Benennung als Theresienhof im Amtsblatt 1851

Das Brandenburgische Namenbuch führt den Namen ohne Angabe einer Quelle auf die in den 1930er Jahren sehr bekannte Zirkus- und Kunstreiterin Therese Renz zurück:

„1851 wird das aus der früheren Mühle entstandene Etablissement nach der Zirkusreiterin Therese Renz, geb. Starck, Theresienhof benannt. Therese Renz war mit Robert Renz verheiratet, einem Verwandten von Ernst Jakob Renz (1815–1892), dem Begründer des gleichnamigen Zirkusgroßunternehmens (Brockhaus 15,624).“

Nach jüngeren, 2009 veröffentlichten Recherchen des Kommunalpolitikers Martin Kramberg ist diese Zuordnung nicht haltbar. Zwar habe ein Sohn von Ernst Jakob Renz, Adolf Renz, den Theresienhof tatsächlich kurzzeitig besessen, aber erst 1899. Zudem sei Therese Renz am 10. April 1859 geboren worden, sodass der Hof unmöglich bereits 1851 nach ihr benannt worden sein konnte. Ferner habe Therese Renz auch nie auf dem Theresienhof gewohnt und es sei zweifelhaft, ob sie jemals dort gewesen ist. Vollends in den Bereich der Legende gehöre die Kolportage, der spätere Kaiser Friedrich III. habe das Gelände der damals sehr bekannten und beliebten Zirkusreiterin geschenkt und anstelle der dort ursprünglich befindlich gewesenen alten Mühle ein Schlösschen für sie errichtet. Die vermeintliche Namensgeberin Therese Renz, geb. Starck oder Stark (* 10. April. 1859; † 29. September 1938), war die Ehefrau von Robert Renz (* 7. November 1843), der ein Neffe des Zirkusgründers Ernst Jacob Renz war.
Nach gegenwärtigem Wissensstand ist die tatsächliche Namensgeberin des Theresienhofs – soweit es überhaupt eine direkte Namensgeberin gab – nicht bekannt. Nach den Recherchen Krambergs – denen auch der Förderverein „Kurort Bad Saarow“ e. V. in seinen Darstellungen folgt – stellt sich die Entwicklung des Theresienhofs wie folgt dar:

### Tusculum der Soubrette Ernestine Wegner
Um 1875 verkaufte der letzte Eigentümer der Mühle, der Mühlenmeister Ferdinand August Gerlach, das Anwesen an den Fabrikbesitzer Johann Friedrich Modrach, der wahrscheinlich den ersten Ausbau des Hauptgebäudes zur herrschaftlichen Villa veranlasste. Modrach behielt das Anwesen nur für wenige Jahre. Anfang der 1880er Jahre diente der Theresienhof der Soubrette und Sängerin Ernestine Wegner als Rückzugsort. Die Künstlerin war unter ihrem Geburtsnamen Christine Kramer im Katasterbuchwerk des damaligen Kreises Beeskow-Storkow als Eigentümerin eingetragen (die Grundbücher dieser Zeit sind nicht mehr vorhanden). Als gesichert gilt, dass ein vermögender, bis heute unbekannter Verehrer Ernestine Wegner das Landgut geschenkt hatte. Nach Ernestines frühem Tod im November 1983 war Emilia Wegner geb. Kramer, wahrscheinlich eine jüngere Schwester, im Kataster als Besitzerin vermerkt. Wie aus einem Brief hervorgeht, wohnte auf dem Anwesen zumindest 1890 auch der Stiefvater, der Sänger Adolf Wegner, von dem Ernestine ihren ersten künstlerischen Unterricht bekommen hatte.
Um 1892 erwarb der Kaufmann Oskar Klammroth den Theresienhof und verkaufte ihn bereits 1893 weiter an den Kaufmann Eugen Friedländer. Von Friedländer ging der Hof 1895 an den Restaurateur Adolf Zeitz.

### Besitz der Zirkusfamilie Renz

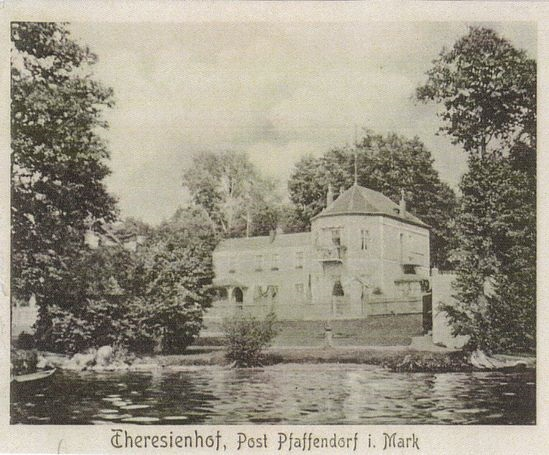
Theresienhof, um 1900; Das in der Bildzeile genannte Pfaffendorf ist ein Teil von Rietz-Neuendorf.

Von Zeitz kam der Theresienhof 1899 an Adolf Renz (1851–1927), der ihn bis 1902 behielt. Adolf Renz hatte den Circus Renz, den sein Bruder Franz noch bis zur Betriebsaufgabe 1897 führte, verlassen, nachdem der Vater Ernst Jacob Renz sein Erbe im Wert von 16 Millionen Mark bis auf kleine Legate zu gleichen Teilen unter allen fünf Kindern beziehungsweise deren Nachkommen gerecht aufgeteilt hatte. Als Ruheständler ging er zunächst mit seiner Familie auf Reisen, bis er mit einem Teil seines Erbes den Theresienhof erwarb. Aus den bislang unveröffentlichten Lebenserinnerungen seiner Tochter Alice Renz, später verheiratete Alice Weiß (* 3. Oktober 1876; † 20. September 1956), geht hervor, dass das Anwesen 1899 eine Fläche von 36 Morgen umfasste, davon 18 Morgen Ackerfläche am See. Auf den Äckern seien Roggen und Kartoffeln angebaut worden. Am Strand habe ein fahrbares Badehaus und ein Schuppen für die Pferde gelegen. Die einfache aber nette Villa sei mit sieben Zimmern und zwei Mädchenkammern ausgestattet gewesen. Neben dem Haus hätten sich Teiche mit zahlreichen Goldfischen befunden. Eine kleine Brücke mit Glocke habe es gegeben und wenn man läutete, sei alles Getier in Scharen zur Fütterung angeschwommen. Zudem seien ein großer Gemüse- und ein Obstgarten mit Treibhaus vorhanden gewesen.

„Ein solches Stückchen Paradies zu erwerben, konnte mein Vater nicht widerstehen und meine Mutter und ich waren ebenso begeistert, zumal es ja so billig war, kostete es doch nur 50.000,-- !!  Aber es sollte doch noch beträchtlich teurer werden, da vieles ausgebessert und erneuert werden musste.“

Nach ihrer Verlobung mit dem Rittergutsbesitzer Erich Weiß aus Schönwalde bei Schönau, Kreis Schlochau, im April 1901 versuchte Alice Renz vergeblich, ihren zukünftigen Mann zu überreden, das benachbarte Gut Radlow zu kaufen, und zog stattdessen mit ihm nach Westpreußen. Sehr wahrscheinlich aufgrund des Wegzugs der Tochter verkaufte Adolf Renz den Theresienhof 1902 an August Schultze.

### Der Porzellanfabrikant Schomburg auf dem Theresienhof

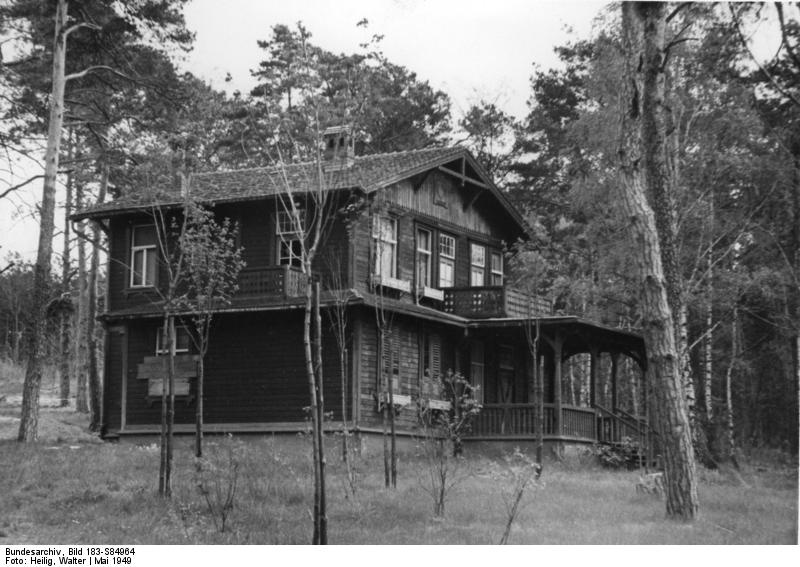
Das von Schomburg erbaute Schwedenhaus im Mai 1949

Bereits 1903 wechselte der Hof von August Schultze zu Max Schulemann, der ihn 1905 an Paul Rudolph Schomburg (* 3. August 1858; † 3. Mai 1912) weiterverkaufte. Zu der Legendenbildung um den Theresienhof gehört die Darstellung, der Hof sei auch einmal im Besitz des Bruders des Afrikaforschers Hans Schomburgk gewesen, dabei handelt es sich jedoch um eine Verwechslung: Paul Rudolph Schomburg und seine Familie hatten mit der Familie Schomburgk keinerlei Berührungspunkte. Vielmehr handelte es sich bei dem neuen Besitzer Paul Rudolph Schomburg um einen Sohn von Herrmann Schomburg (1833–1907) und einen Enkel von Carl Schomburg (1809–1867) gehandelt.
Carl Schomburg war Porzellanmaler in der Porzellanmanufaktur F. A. Schumann im zu dieser Zeit noch selbständigen Berlin-Moabit, ehe er 1853 fast nebenan, an der Adresse Alt-Moabit Nr. 95–97, die Porzellanfabrik Schomburg gründete (später: Porzellanfabrik H. Schomburg & Söhne). Für die Herstellung von Elektroporzellan, insbesondere Isolatoren, erwarb Hermann Schomburg 1872 die Margarethenhütte in Großdubrau. Nach der Schließung der Moabiter Fertigung im Jahr 1902 gründete Paul Rudolph Schomburg mit seinen Brüdern 1904 in Teltow die „Berliner Porzellan Manufaktur Conrad, H. Schomburg and Co.“, später „Porzellanfabrik Teltow“, für die Herstellung des klassischen Haushalts- und Tafelgeschirrs, doch ab 1911 produzierte auch dieses Werk nur noch Industrieporzellan. Die Schomburg-Brüder, deren Vater Hermann bereits 1894 in einem Brief an seine Frau „Großmannssucht, Verschwendung und Gigerltum“ der Söhne beklagt hatte, agierten in der Firma eher glücklos; 1913 schied das letzte Familienmitglied aus der Firma aus. Paul Rudolph Schomburg war bereits ein Jahr zuvor verstorben. Wahrscheinlich bis 1918 blieb der gesamte Theresienhof noch im Besitz Schomburgs schwedischer Ehefrau, mit Sicherheit aber das Schwedenhaus, das Schomburg 1911 für seine Gattin hatte bauen lassen (siehe Schwedenhaus).

### Theresienhofgesellschaft, Hermann-Leupold-Heim und Abriss
Zwischen 1918 und 1932 war der Theresienhof im Besitz der Berliner Theresienhofgesellschaft, die das Anwesen beträchtlich erweiterte und als Erholungsheim touristisch nutzte.  Im Jahr 1925 waren 25 Personen auf dem Theresienhof ansässig. Von 1932 bis 1937 setzte der neue Eigentümer, der Gewerkskrankenverein aus Berlin, diese Nutzung fort. Der Gewerkskrankenverein ging aus der Arbeiterbewegung hervor und wurde 1846 von verschiedenen Gesellschaften mit 10.000 Mitgliedern als Instrument der Krankenversorgung/-versicherung gegründet. Dem nächsten Besitzer, dem Reichsinnungsverband des Bäckerhandwerks, diente die Anlage von 1937 bis 1948 unter anderem als Bäckerfachschule. Ab 1948 in Staatseigentum, wurde das Gelände der Finanzverwaltung des Landes Brandenburg unterstellt. Zwischen 1953 und 1996 stand der Theresienhof unter der Rechtsträgerschaft des Berliner Verlages, der ihn als Hermann-Leupold-Heim wieder als Erholungsheim und touristisch nutzte. Namengeber war ein Direktor des Verlages, Hermann Leupold. Spätestens zu dieser Zeit war das Heim mit einem Badestrand, einer Liegewiese und einer Kegelbahn ausgestattet. 2008 wurde der Theresienhof zugunsten einer Feriensiedlung abgerissen – laut Förderverein Kurort Bad Saarow ein unnötiger Abriss, mit dem, wie schon beim Abriss des Schlosses Pieskow, erneut ein Stück erlebbare Ortsgeschichte verloren gegangen sei.

## Schwedenhaus

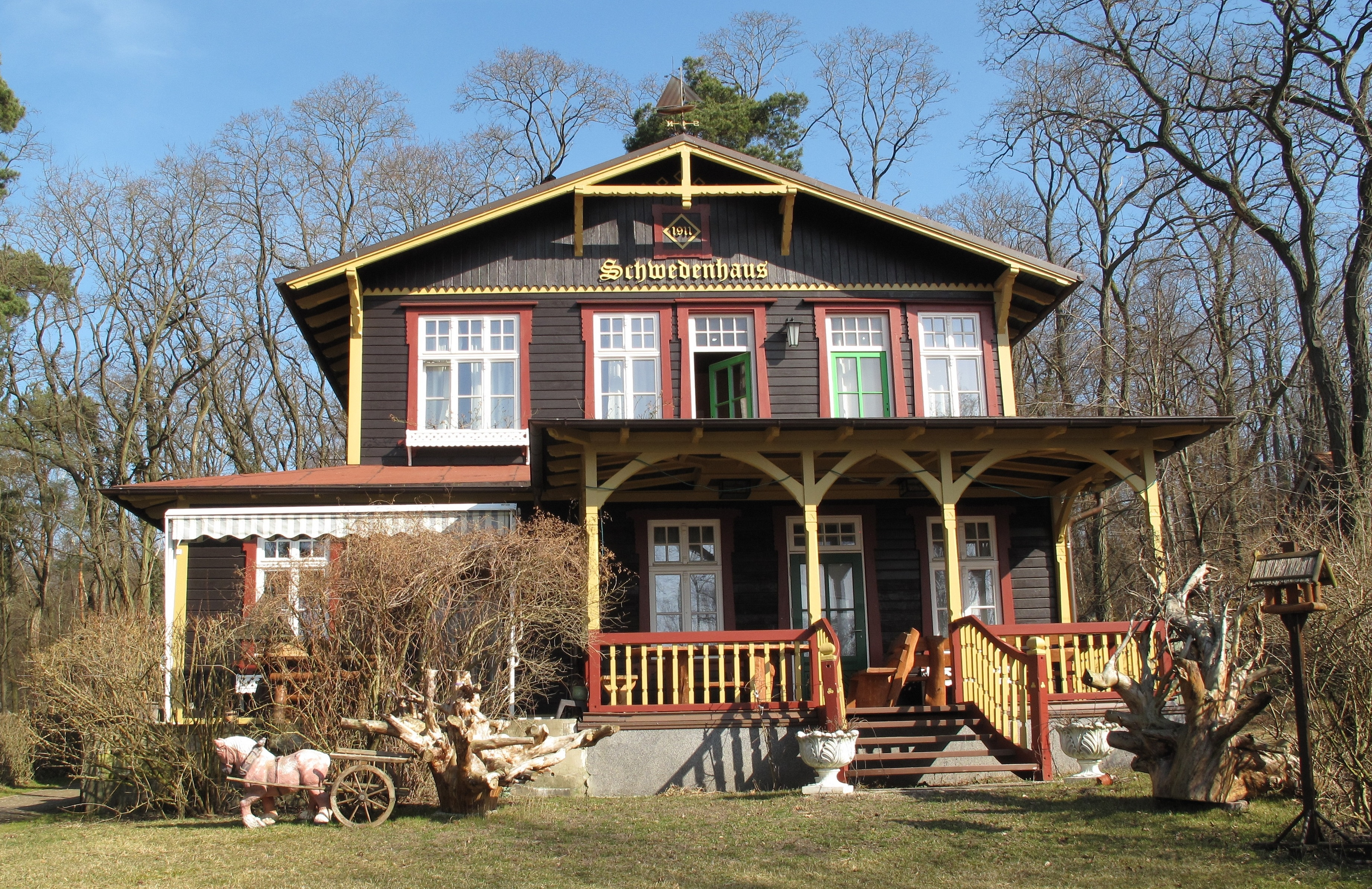
Das Schwedenhaus im März 2014

Nicht abgerissen wurde das sogenannte Schwedenhaus, das leicht südlich des ehemaligen Hauptgebäudes kurz vor der Grenze Bad Saarows zu Diensdorf-Radlow am Rad-/Wanderweg über dem Scharmützelsee liegt. Das Holzhaus im schwedischen Stil ist heute (Stand 2014) im Privatbesitz und wurde umfassend saniert. Das markante Haus mit seinen rotgerahmten Fenstern und einer Veranda zum Garten hin war mindestens bis 1996 Teil des Theresienhofs und diente den oben genannten jeweiligen Besitzern in der Regel als zusätzliches Erholungs- oder Ferienheim. Die Villa hatte 1911 der Porzellanfabrikant Schomburg (siehe oben) für seine schwedische Gattin Eleonora Ida Paulcen (1872–1956) während eines Heimaturlaubs seiner Frau bauen lassen, um sie bei ihrer Rückkehr zu überraschen und um ihr vor Ort ein Stück Heimat zu schaffen. Über dem Schriftzug Schwedenhaus ist im Giebel die Jahreszahl 1911 angebracht.

## Schlosspark Bad Saarow

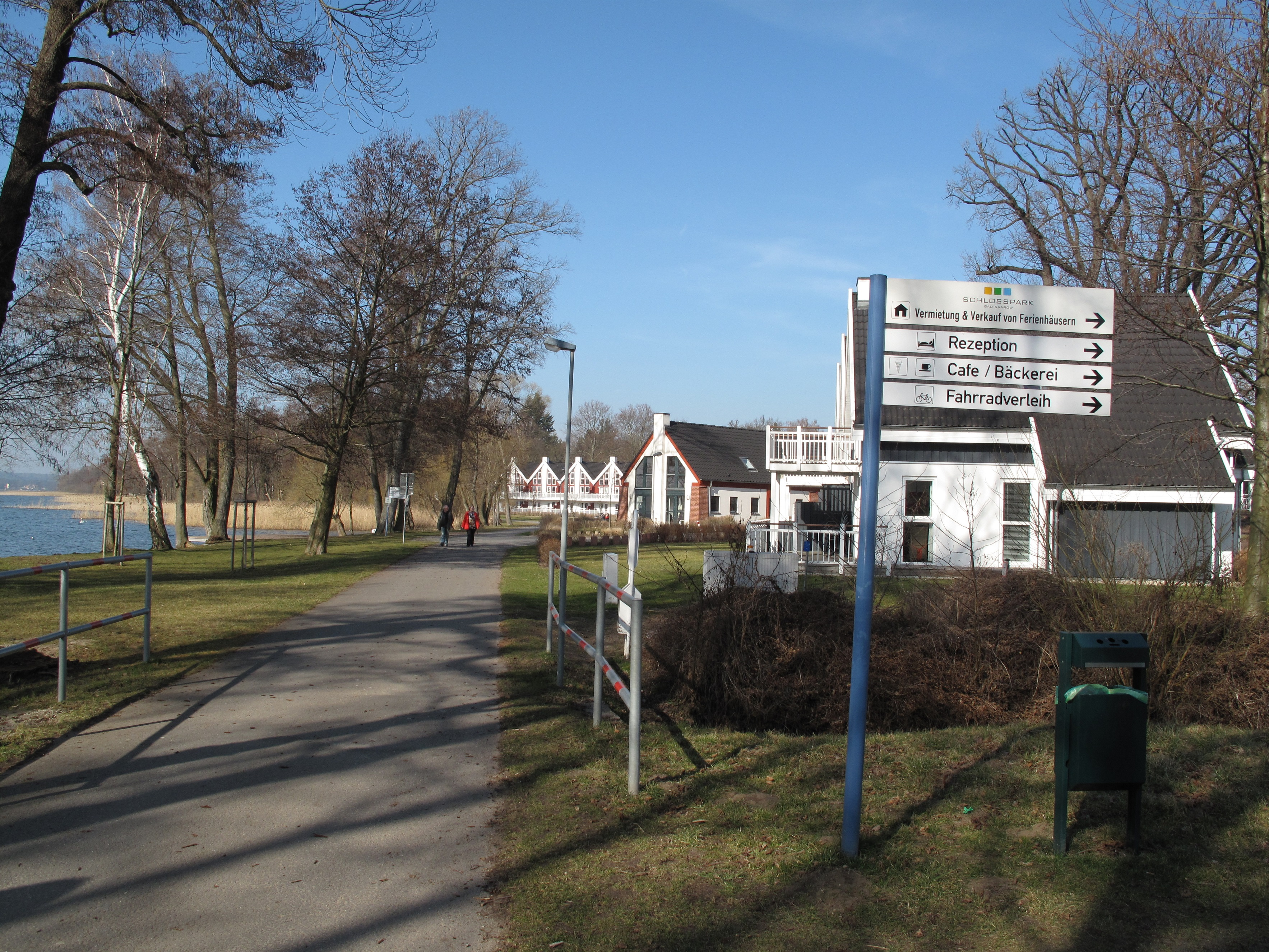
„Schlosspark Bad Saarow“

Mit dem Namen „Schlosspark Bad Saarow“ entstand auf dem Theresienhof seit 2008 ein Feriendorf mit rund 140 Ferienhäusern und -Wohnungen, eine Anlage mit gehobenem bis erstklassigen Komfort im skandinavischen Holzbaustil. Ein Schloss oder einen Schlosspark im engeren Sinn hat es im Theresienhof allerdings nie gegeben, sondern, wie Alice Renz in ihren Erinnerungen schrieb, eine einfache aber nette Villa (siehe oben), die trotz aller späteren Erweiterungen allenfalls ein Herrenhaus darstellte. Die Namenswahl „Schlosspark Bad Saarow“ und der Eingangsslogan des Anbieters Urlaub in einzigartiger Natur: Der Park des ehemaligen Schlosses Theresienhof hat eine traumhafte Lage direkt am Scharmützelsee […] ist somit eher dem touristischen Marketing geschuldet und entspricht der historischen Realität nur bedingt. Der Betreiber ist als „Schlosspark Theresienhof GmbH“ im Handelsregister eingetragen.
An Infrastruktur wurde bis 2018 unter anderem ein Café, eine Bäckerei und ein Minishop betrieben. Am Eingang zum Schlosspark Bad Saarow findet man einen Kinderspielplatz mit Grillplätzen und Tischtennis-Platten. Fahrräder können in der Rezeption ausgeliehen werden. Am Seeufer betreibt die Firma Surf & Fun einen Stützpunkt und bietet Boote/Bretter und Kurse für verschiedene Wassersportarten an, darunter Tretboote, Ruderboote, Paddelboote, führerscheinfreie und führerscheinpflichtige Motorboote, Windsurfbretter sowie Kinderjollen und Kid-Cars.